# Badran (Kranggan)
Badran is een bestuurslaag in het regentschap Temanggung van de provincie Midden-Java, Indonesië. Badran telt 3899 inwoners (volkstelling 2010).